# 帕特卡特尔

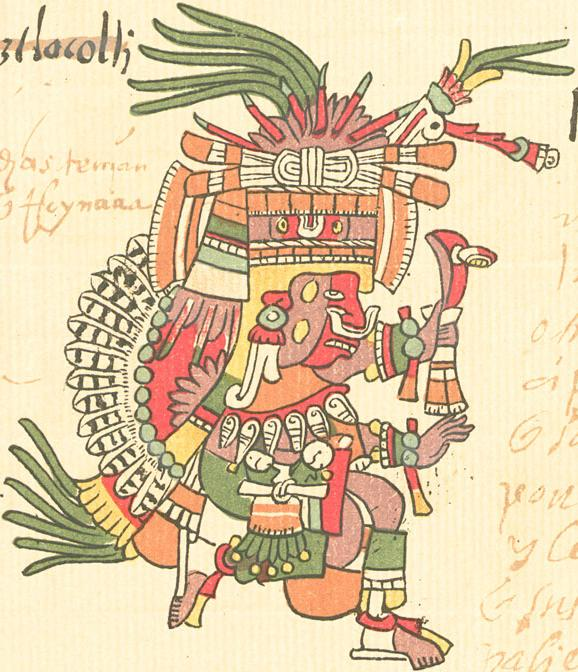
特莱利亚诺-雷曼西斯手抄本中的帕特卡特尔形象

帕特卡特尔是阿兹特克神话中的龙舌兰之神，亦象征治愈与丰饶。他也是乌羽玉的发现者。他与妻子马亚韦尔结合，孕育出四百兔众神。
阿兹特克历法中，有十三天（即一个周期）受帕特卡特尔所支配。上一个周期的主宰者为米克特兰特库特利，后一位则为伊兹特拉科利赫基。